# Naprapathögskolan

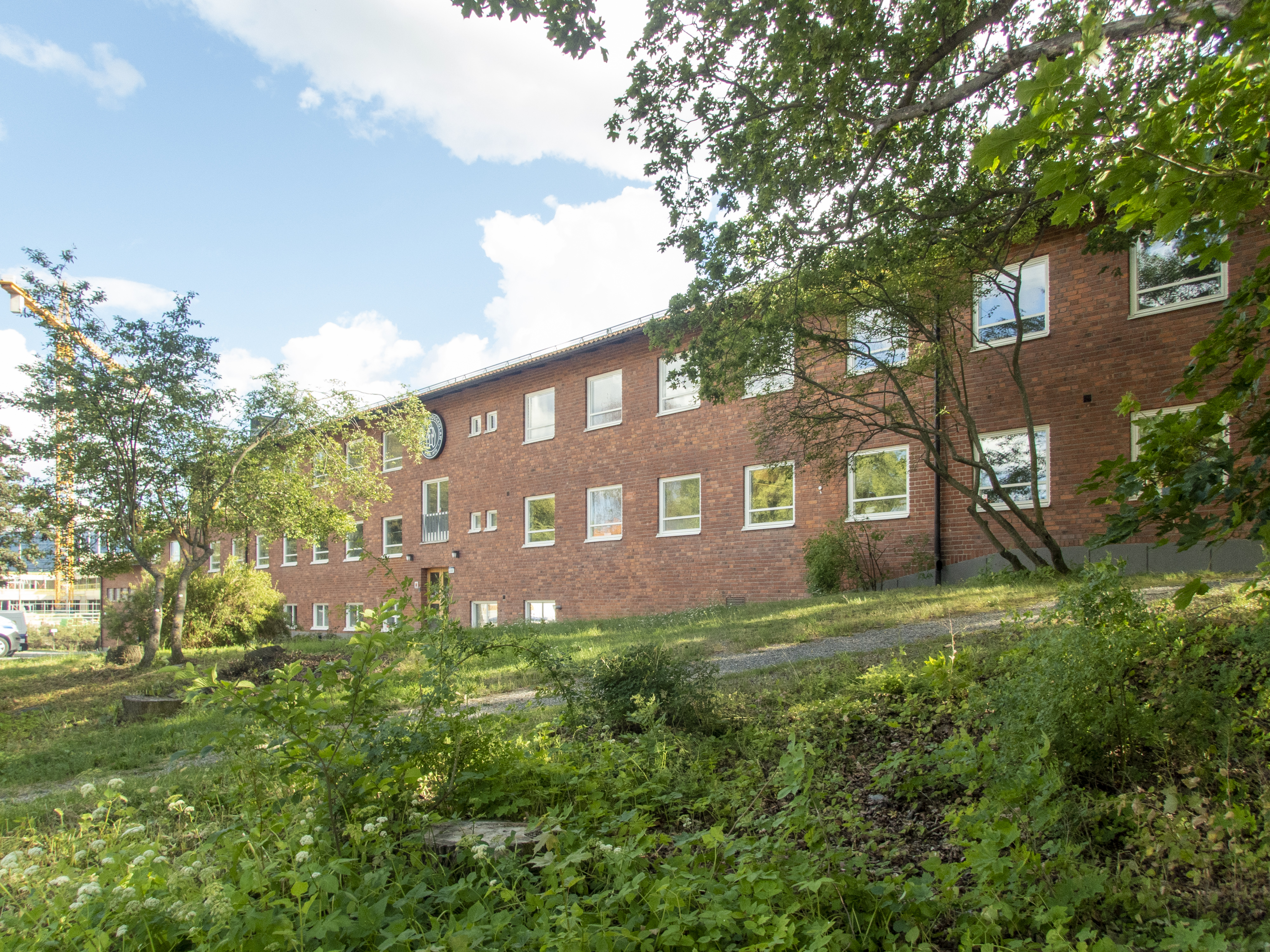
Naprapathögskolan

Naprapathögskolan i Stockholm är en privat högskola grundad 1970 som bedriver utbildning inom ämnesområdet naprapati. Naprapathögskolan är ställd under statlig tillsyn enligt tillsynsbeslut 1997, 1999 samt 2022 och har Universitetskanslersämbetet (UKÄ) som tillsynsmyndighet. Utbildning vid Naprapathögskolan är legitimationsgrundande och studiemedelsberättigad och klassificeras enligt Svensk utbildningsnomenklatur (SUN) från SCB som "yrkesinriktad eftergymnasial utbildning". Den teoretiska och praktiska undervisningen bedrivs i Kräftriket och den verksamhetsförlagda utbildningen (VFU) bedrivs vid Naprapathögskolans klinik i Vasastan.

## Naprapatexamen
Naprapatexamen erhålls efter fyra års heltidsstudier på naprapatprogrammet och är ett krav för att få genomföra i Sverige föreskriven legitimationstjänstgöring och ansöka om legitimation som naprapat hos Socialstyrelsen. Naprapatexamen är yrkesinriktad och berättigar inte till akademiska poäng.
Beslutet att examen från Naprapathögskolan ska ligga till grund för legitimation från Socialstyrelsen fattades i Sveriges riksdag 1994. Ett beslut som möjliggör för naprapater att verka inom den allmänna hälso- och sjukvården i Sverige.

## Tillsyn av naprapatutbildningen
År 2001 beslutade regeringen att bl.a. naprapatutbildningen vid Skandinaviska Naprapathögskolan AB skulle ge rätt till studiestöd. Regeringen beslutade samtidigt att utbildningen skulle stå under fortsatt tillsyn av dåvarande Högskoleverket. Regeringen har senare beslutat att UKÄ ska utöva tillsyn över naprapatutbildningen vid Skandinaviska Naprapathögskolan AB, fr.o.m. den 22 juni 2022 (se regeringsbeslut 22 juni 2022, U2020/03986 och U2022/02486). Enligt regeringens beslut ska UKÄ:s tillsyn ”omfatta att utbildningen uppfyller de krav på kvalitet som gäller för utbildningar vid universitet och högskolor”. UKÄ inledde under 2023 en tillsyn av naprapatutbildningen vid Skandinaviska Naprapathögskolan AB. 
Resultatet från myndighetens tillsyn presenterades 2024-06-18 där Universitetskanslersämbetet (UKÄ) bedömer "att naprapatutbildningen vid Skandinaviska Naprapathögskolan AB uppfyller de krav på kvalitet som gäller för utbildningar vid universitet och högskolor". Bedömningen av utbildningen har gjorts utifrån de generella kvalitetskraven på utbildningar vid universitet och högskolor som anges i högskolelagen (1992:1434). 

## Kunskapsprov
Utöver det legitimationsgrundande naprapatprogrammet har Socialstyrelsen gett Naprapathögskolan i uppdrag att anordna kunskaps- och lämplighetsprov för ansökan om svensk legitimation för naprapater med utbildning från länder både i och utanför EU/EES

## Naprapatutbildning internationellt
I Norden finns, förutom Naprapathögskolan i Stockholm, ytterligare en naprapatutbildning vid South-Eastern University of Applied Science, XAMK, Kotka Finland. Där bedrivs naprapatutbildning både på grundnivå och på masternivå.
I USA bedrivs naprapatutbildning vid National College of Naprapathic Medicine i Chicago, Illinois samt vid Southwest University of Naprapathic Medicine i Santa Fe, New Mexico.